# Francisco Molina
Francisco Molina Simón (Súria, 29 marzo 1930 – Antofagasta, 14 novembre 2018) è stato un calciatore spagnolo naturalizzato cileno.

## Palmarès

### Club
- Campionato cileno: 1

Universidad Católica: 1954
- Primera B (Cile): 1

Universidad Católica: 1956

### Individuale
- Capocannoniere del Campeonato Sudamericano de Football: 1

Perù 1953 (7 gol)